# پاستوریزه کردن
پاستوریزه کردن یا پاستوریزاسیون (به فرانسوی: Pasteurisation) فرایندی است که در طی آن رشد میکروب‌ها در غذا آهسته می‌شود. این نام به افتخار ابداع‌کننده این روش، شیمیدان و میکروبیولوژیست فرانسوی، لویی پاستور نامگذاری شد.